# 湄公河委员会
湄公河委員會（簡稱“湄委會”，英文名稱 The Mekong River Commission，縮寫爲MRC），成立于1995年4月5日，根據由泰國、老撾、越南和柬埔寨簽署的《湄公河流域持續發展合作協定》而成立。

## 成员国
泰國、老撾、越南和柬埔寨四個湄公河下游國家。同處于湄公河流域的中華人民共和國和緬甸沒有加入湄公河委員會，而是作爲對話夥伴（dialogue partner）參與到後者的活動中。

## 组织机构
理事会、联合委员会和秘书处。下设“流域发展规划分委员会”、“技术专家小组”等若干临时或常设机构。

## 章程规定
- 理事会由各成员国派一名部级官员参加，有权作出政策性决定，每年至少举行一次理事会会议。
- 联合委员会由各成员国派一名厅局级官员参加，具体执行理事会作出的决定，每年至少举行两次联合委员会全体会议，四个成员国官员每年轮流担任其主席席位。
- 秘书处向理事会和联合委员会提供技术和行政性服务，负责湄委会的日常工作，并接受联合委员会的监督。秘书处设首席执行官，负责秘书处工作，其任期和国籍与联合委员会主席一致。

## 活动经费
一部分由四个成员国承担，另外一部分由其他国家、国际组织和赞助者赞助。

## 贡献成果
- 2001年，湄委会筹得资助1211万美元，2002年筹得资助1145万美元。
- 在湄公河水开发利用、人力资源培训，与其他国家和国际组织合作开发湄公河资源。

## 外部連結
- 官方網站 （页面存档备份，存于） （英文）
- A la découverte du Mékong （页面存档备份，存于） (émission de RFI, 23 mars 2009) （法文）